# Týr

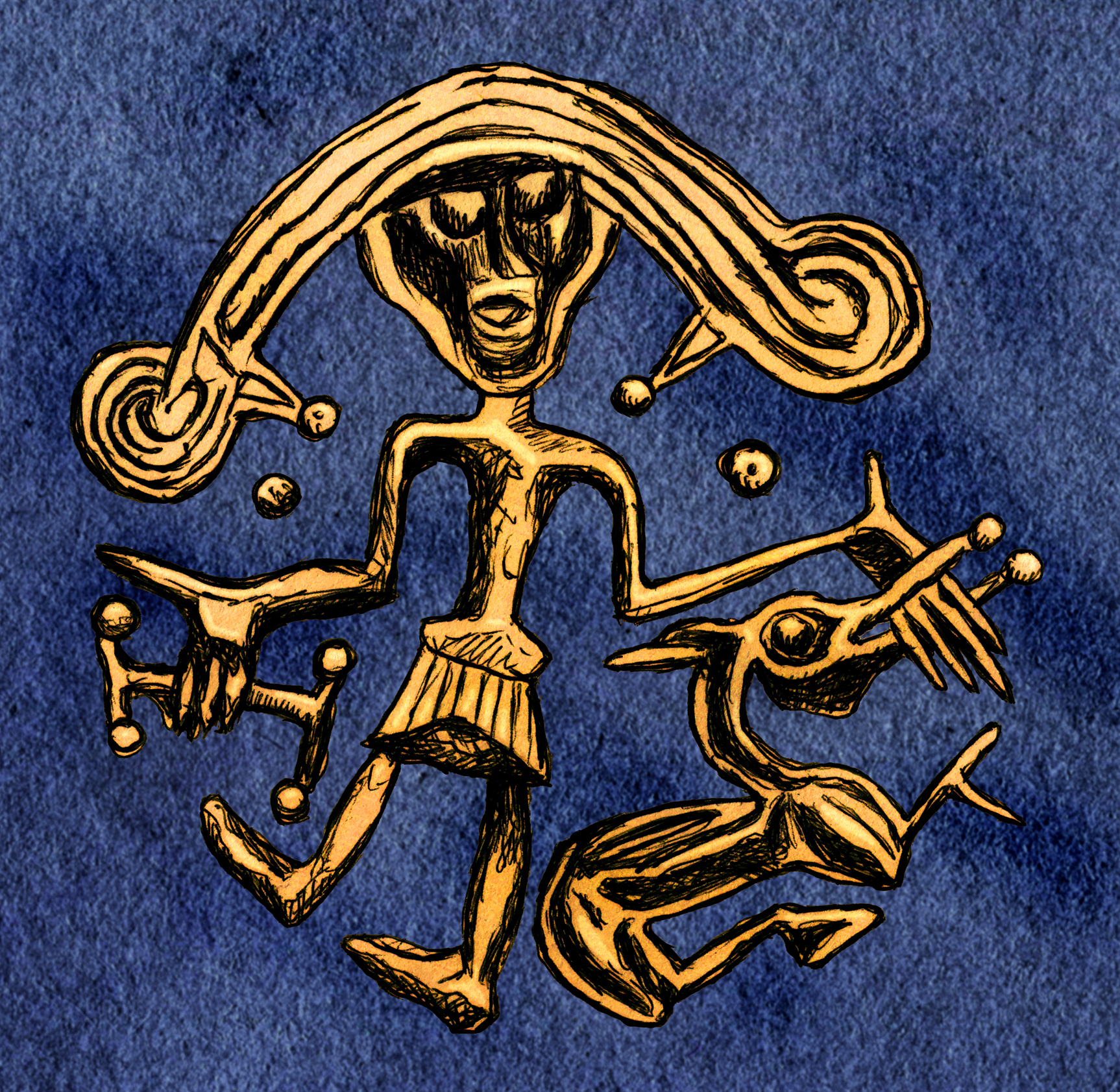
Bracteate uit de tijd van de Grote Volksverhuizing; Fenrir bijt in de hand van Týr, de armband werd gevonden door de boer Anders Larsson in Ladugården

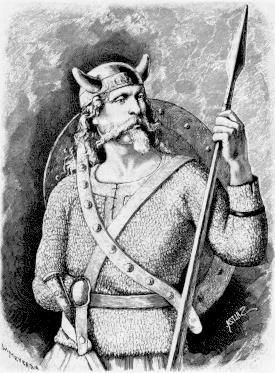
Týr

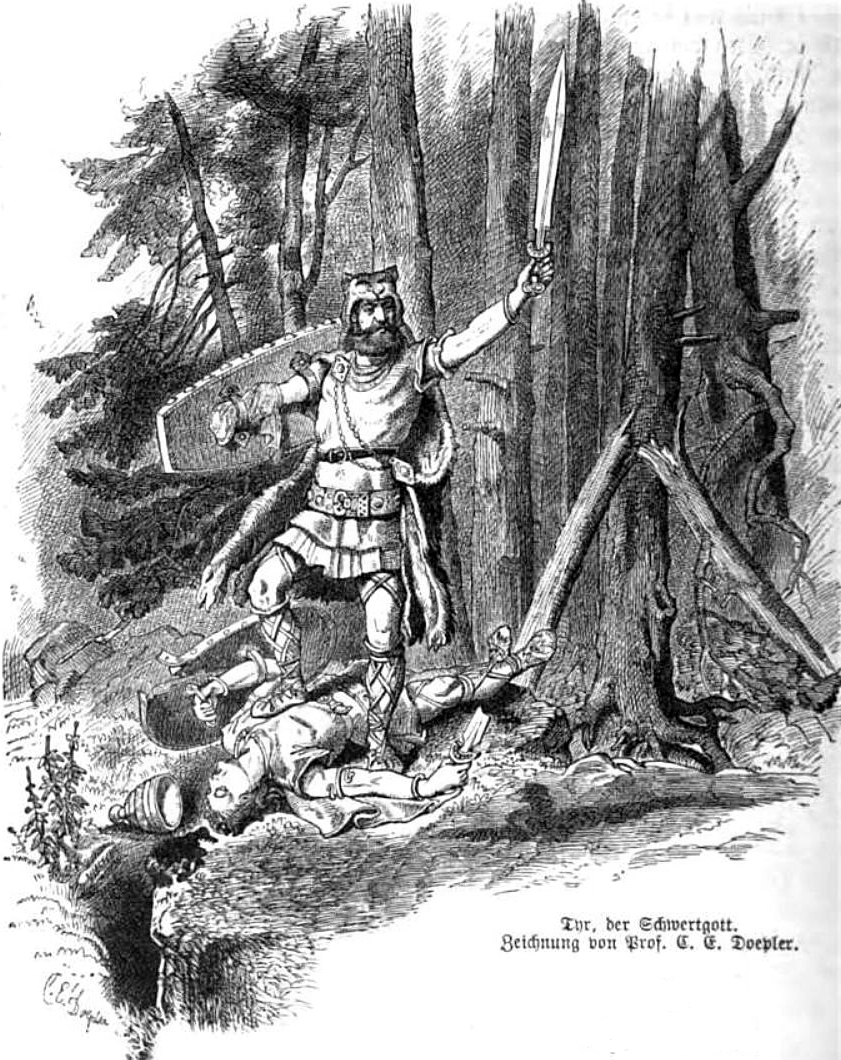
Týr, de zwaardgod

Týr (uitgesproken ti'er, of 'tyr') is de god van de gerechtigheid in de Noordse mythologie. Hij is de zoon van Odin en Frigg.

## Naam
De Oudnoordse naam Týr is een voortzetting van het Oergermaanse (gereconstrueerde) woord *Tīwaz.
De Oudhoogduitse gereconstrueerde vorm van de naam is *Ziu.
In het Oudengels heette hij Tīw of Tīg.
De Germaanse namen voor de dinsdag zijn vaak afgeleid van de namen van deze god.

## Verwantschap
Týr staat blijkbaar enigszins buiten de familierelaties van de Oudnoordse goden.
Een echtgenote wordt in de Oudnoordse literatuur bijna nergens genoemd en er bestaat onduidelijkheid over zijn vader.

## Eigenschappen
Týr is de god achter de evengenaamde rune, ofwel de rune T (een pijl die naar boven wijst). De rune T hoort bij Týr en staat voor rechtvaardigheid, discipline, zelfopoffering en het is een krijgersrune.
Týr is de hemelvader en personifieert de zon. Daarnaast is Týr als god van het zwaard en de speer ook de oorlogsgod. Týr zorgt voor gerechtigheid, eer, moed en wijsheid in de strijd. Aangezien Týr voor gerechtigheid zorgt, is hij ook de god van het 'ding' (de germaanse volksvergadering).
Týr was rond het begin van onze jaartelling een van de voornaamste Germaanse goden, die in de Griekse mythologie vergeleken wordt met Zeus. Later -in de tijd van de Vikingen- is hij wat op de achtergrond geraakt. Odin werd de populairste en daarmee de belangrijkste god. Bij het einde der tijden (Ragnarok) zal Týr de hellehond Garmr doden.
Aangezien Týr ooit zo’n belangrijke god is geweest, is het waarschijnlijk dat hij de voortzetting is van een oudere Indogermaanse godheid. De samenhang met de godennamen Zeus en Dyaus en woorden als het Latijnse 'deus' en het Franse 'dieu' (voor 'god') is echter niet zo doorzichtig dat van een onmiddellijke verwantschap gesproken mag worden.

## Edda
In de Edda vertelt Týr Thor over de ketel van Hymir en ze ontmoeten de grootmoeder van Tyr met negenhonderd hoofden. Beide worden eerst verborgen door de vrouw als Hymir thuiskomt en er volgt een feestmaal. Thor eet twee stieren. Hij moet echter de volgende dag voor voedsel zorgen en vangt met de kop van een os een draak (of slang). Dan moet Thor een beker breken, maar dit lukt niet. Na advies van de vrouw gooit hij de beker tegen het hoofd van de reus en dan breekt het voorwerp. Thor neemt samen met Tyr de ketel mee naar huis.

## Equivalenten

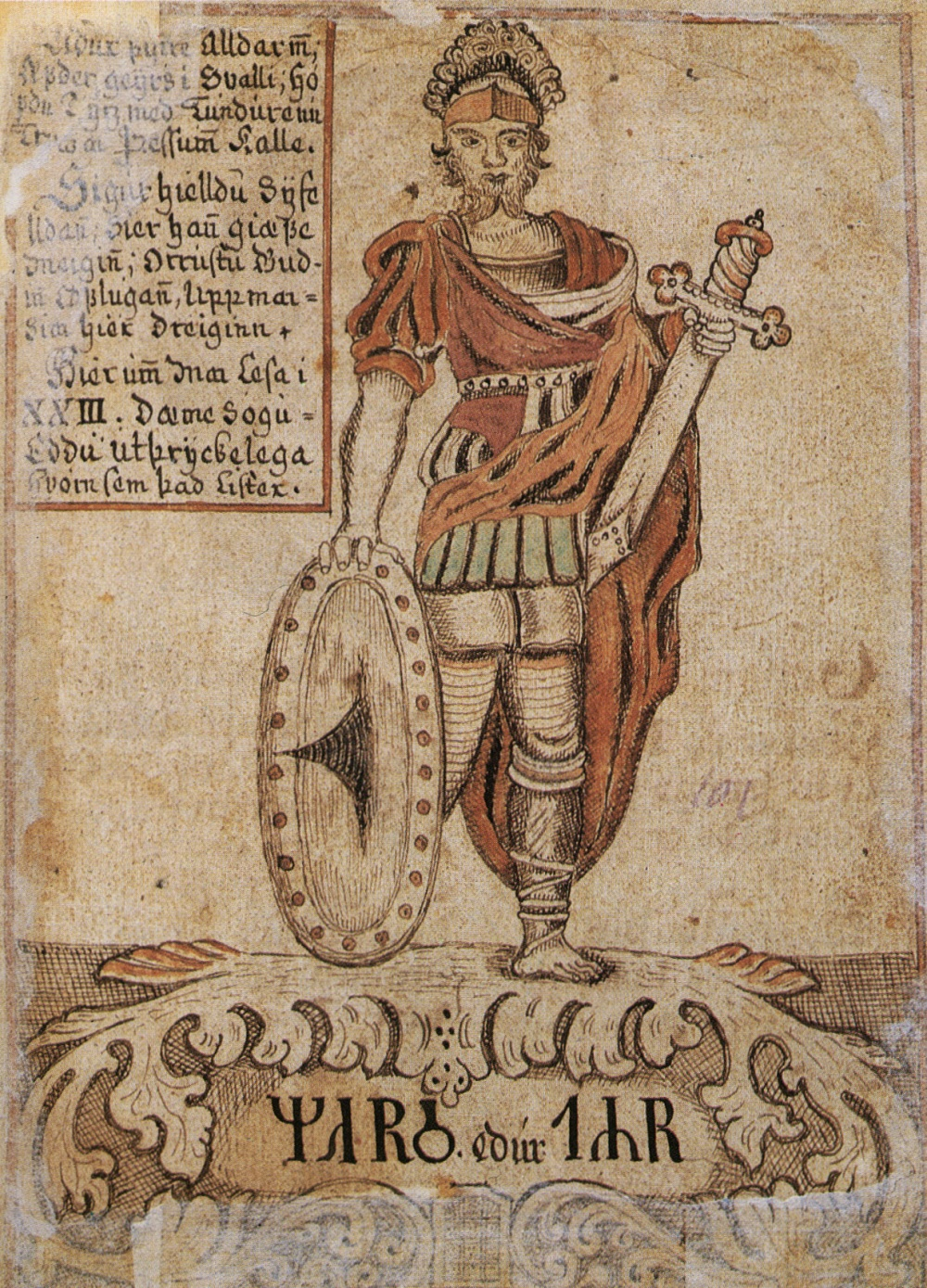
Týr geïdentificeerd met Mars, 18e eeuw

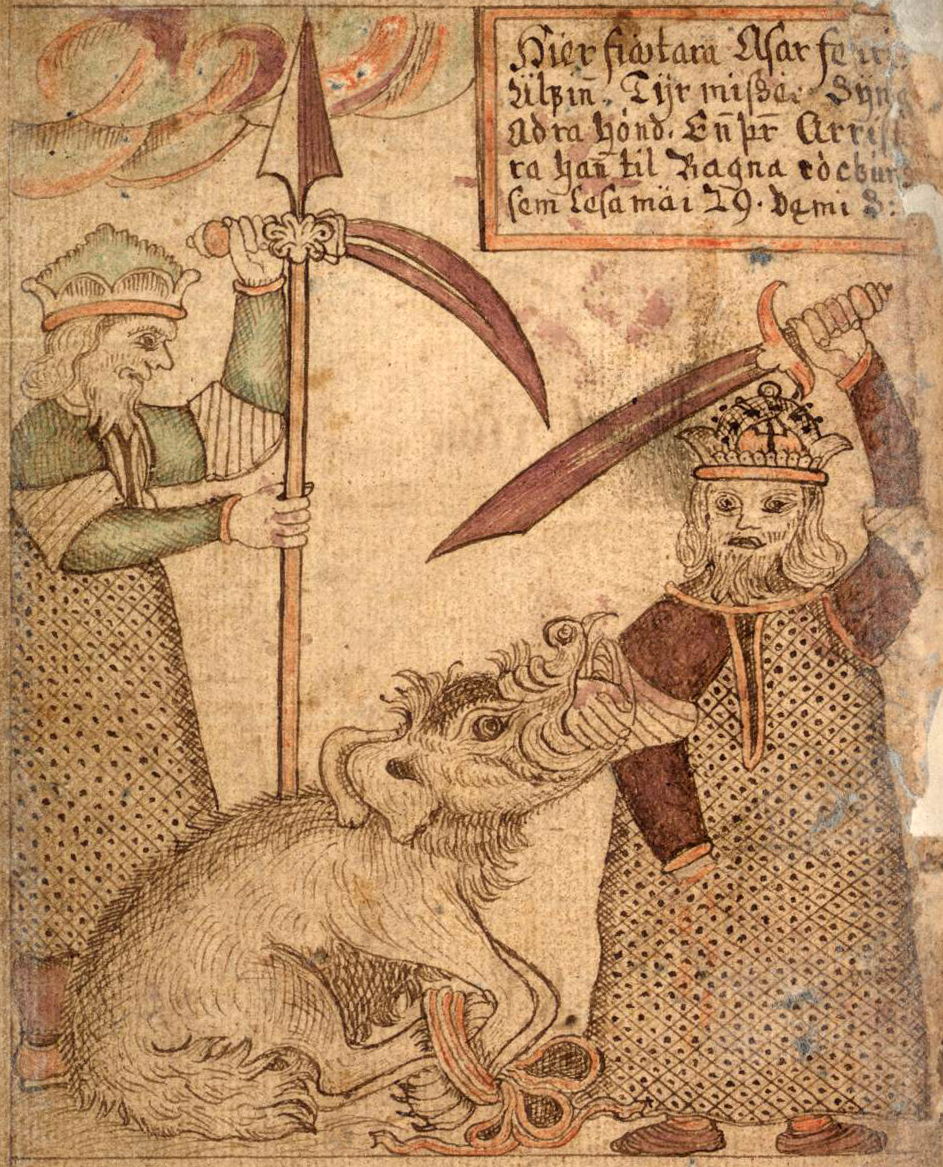
De vastgebonden Fenrir bijt de rechterhand van Tyr af

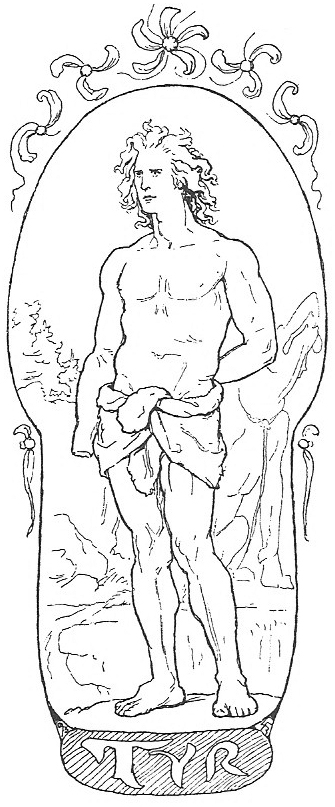
Tyr (met één hand) staat voor de vastgebonden Fenrir

De Griekse god Ares, Ziu en Mars.

### Mars Thincso
In Noord-Engeland zijn twee gedenkstenen gevonden uit de Romeinse tijd (ca. 222-235 na Chr.), die zijn gewijd aan Mars Thincso. Deze stenen zijn opgericht door Twentse soldaten die bij de Cuneus Frisiorum (een Romeinse hulptroep) hoorden. Deze Mars Thincso -letterlijk 'Mars van het ding'- is vrijwel zeker dezelfde als de Germaanse god Týr. Uit de vondst van de gedenkstenen blijkt vooral ook dat hij blijkbaar ook in Nederland vereerd werd als 'god van het Ding'. 
De twee gedenkstenen hebben als inscriptie:
DEO MARTI ET DVABVS ALAISIAGIS ET N AVG GER CIVES TVIHANTI CVNEI FRISIORVM VER SER ALEXANDRIANI VOTVM SOLVERVNT LIBENTES M
en:
DEO MARTI THINCSO ET DVABVS ALAISAGIS BEDE ET FIMMILENE ET N AVG GERM CIVES TVIHANTI VSLM
Herken in het woord TVIHANTI - TWIHANTI - TWENTE. Overigens is het woord voor dinsdag in het Twents nog altijd dinkseldag, waarbij de -el ook als -o geïnterpreteerd kan worden.

### Saxnôt
De Romein Tacitus vergeleek in zijn Germania (ca. 98 n. Chr.) de Germaanse goden met de Romeinse. Zo werd Wodan (Odin) als Mercurius gezien (vandaar mercredi/wednesday/woensdag-wodansdag); Donar (Thor) met Hercules (zoon van Jupiter) vergeleken (jeudi/thursday/donderdag) en Tiwaz (de Saksische Saxnôt) met Mars (mardi/tuesday/dinsdag).

## Plaatsnamen
Er zijn een paar plaatsnamen die naar Týr verwijzen, vooral in Denemarken en minder vaak in Noorwegen. Voorbeelden zijn Tislund in Denemarken, Tysnes en Tysnesø in Noorwegen.
Maar ook in de Nedersaksische streken van Nederland wordt naar hem verwezen, zoals het riviertje de Dinkel in Twente, de daarnaar genoemde gemeente Dinkelland en het dorp Dinxperlo in de Achterhoek.

## Afbeeldingen

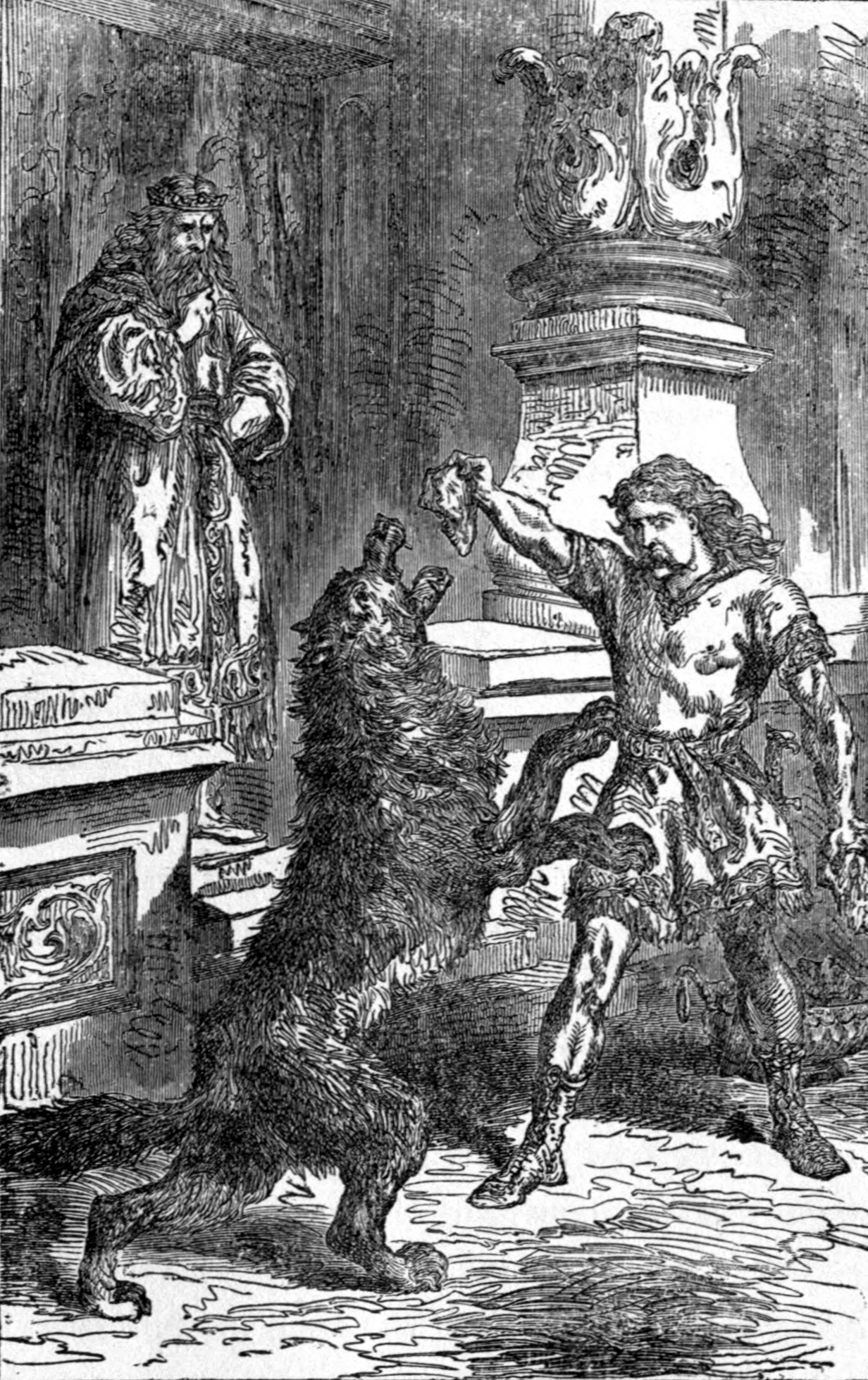
Tyr voert Fenrir
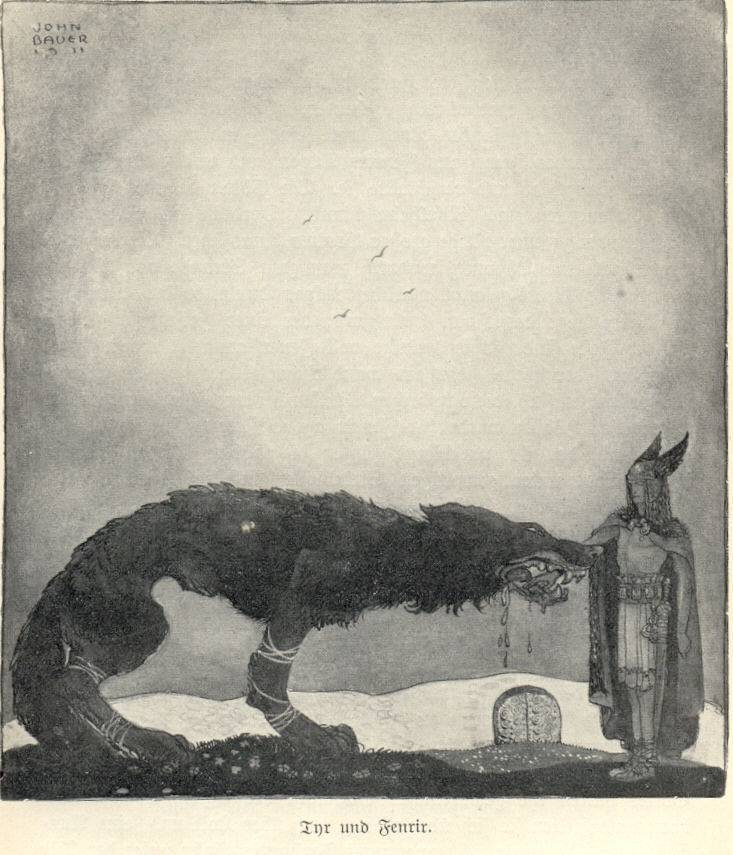
Fenrir bijt de hand van Tyr af, John Bauer, 1911